# Danaé (Orazio Gentileschi)
Pour les articles homonymes, voir Danaé (homonymie).
Danaé  – ou Danae e la pioggia d'oro en italien – est un tableau réalisé par le peintre italien Orazio Gentileschi en 1621-1623. Cette huile sur toile est une peinture mythologique qui représente Danaé allongée nue dans son lit alors qu'elle accueille Jupiter métamorphosé en pluie d'or, secondée par Cupidon. Acquise en janvier 2016 via Sotheby's, l'œuvre est conservée depuis lors au J. Paul Getty Museum, à Los Angeles, en Californie. Une autre version datée de 1623 environ se trouve au Cleveland Museum of Art, à Cleveland, dans l'Ohio, également aux États-Unis.